# Краснодворский сельсовет
Краснодво́рский сельсовет (бел. Краснадво́рскі сельсавет) — административная единица на территории Солигорского района Минской области Республики Беларусь. Административный центр — агрогородок Краснодворцы.

## История
Образован 20 августа 1924 года как Краснодворецкий (Краснодворский) сельсовет в составе Старобинского района Слуцкого округа БССР.
С 9 июня 1927 года входил в состав Бобруйского округа. После отмены округо́вой системы 26 июля 1930 года оставался в Старобинском районе БССР. С 1935 года входил в Старобинский район Слуцкой округа. С введением областного деления 20 февраля 1938 года был включен в Старобинский район Минской области.
С 20 сентября 1944 года по 8 января 1954 года входил в состав Бобруйской области. 11 октября 1961 года из состава Чепелевского сельсовета переданы деревни Островки, Болотчицы и Косыничи.
С 25 декабря 1962 года входил в состав Любанского района, с 6 января 1965 года — в Солигорском районе.
30 октября 2009 года к сельсовету присоединена часть упразднённого Чепелевского сельсовета с деревнями Прусики, Пруссы, Чепяли.
15 мая 2010 года уточнено наименование сельсовета (ранее Краснодворецкий) — рус. Краснодворский, бел. Краснадворскі.

## Население
По переписи 2009 года (10 населённых пунктов) население сельсовета составляло 2 508 человек, из них 94,1 % — белорусы, 4,5 % — русские, 0,8 % — украинцы; по переписи 2019 года (13 населённых пунктов) население составляло 2 651 человек.

## Состав
Краснодворский сельсовет включает 13 населённых пунктов:
- Болотчицы — деревня.
- Дубеи — деревня.
- Издрашево — деревня.
- Косыничи — деревня.
- Краснодворцы — агрогородок.
- Кривичи — агрогородок.
- Островки — деревня.
- Плянта — деревня.
- Прусики — деревня.
- Пруссы — деревня.
- Радково — деревня.
- Стародворцы — деревня.
- Чепели — деревня.

## Культура
- Музей «Птицы Беларуси и промышленное птицеводство» — в агрогородке Краснодворцы.